# Cimiez
Cimiez er den mest eksklusive bydel i den franske by Nice i Sydfrankrig. Bydelen ligger op ad et højdedrag. Det er et velhaverområde i Nice. Her findes ruinerne af et romersk teater, les Arènes Romaines, som stammer fra det 3. århundrede.
I området Boulevard de Cimiez ligger der et museum for Marc Chagall og Henri Matisse, Musée Matisse.